# Підволочиська селищна рада
Підволочи́ська се́лищна ра́да — адміністративно-територіальна одиниця та орган місцевого самоврядування в Підволочиському районі Тернопільської області. Адміністративний центр — селище міського типу Підволочиськ.

## Загальні відомості
- Територія ради: 9,06 км²
- Населення ради: 7 977 осіб (станом на 2001 рік)
- Територією ради протікає річка Збруч

## Населені пункти
Селищній раді підпорядковані населені пункти:
- смт Підволочиськ

## Склад ради
Рада складається з 30 депутатів та голови.
- Голова ради: Дацко Віталій Геннадійович
- Секретар ради: Воловський Богдан Станіславович

### Керівний склад попередніх скликань
| Прізвище, ім'я, по батькові | Основні відомості                                                               | Дата обрання | Дата звільнення |
| --------------------------- | ------------------------------------------------------------------------------- | ------------ | --------------- |
| Діденко Борис Васильович    | Селищний голова, 1947 року народження, безпартійний                             | 26.03.2006   | 31.10.2010      |
| Дацко Віталій Геннадійович  | Селищний голова, 1970 року народження, освіта вища, член Партії Зелених України | 31.10.2010   |                 |

Примітка: таблиця складена за даними сайту Верховної Ради України

### Депутати
За результатами місцевих виборів 2010 року депутатами ради стали:

#### За суб'єктами висування
| Суб'єкт висування                                   | Кількість обраних депутатів | %    |
| --------------------------------------------------- | --------------------------- | ---- |
| Самовисування                                       | 21                          | 70   |
| Політична партія Всеукраїнське об'єднання «Свобода» | 7                           | 23,3 |
| Народна партія                                      | 1                           | 3,3  |
| Партія «Демократичний Союз»                         | 1                           | 3,3  |

#### За округами
| № округу                                            | Прізвище, ім'я, по батькові     | Дата визнання обраним | Освіта  | Партійна приналежність                                   | Відомості про обраного депутата                                                     |
| --------------------------------------------------- | ------------------------------- | --------------------- | ------- | -------------------------------------------------------- | ----------------------------------------------------------------------------------- |
| Народна Партія                                      |                                 |                       |         |                                                          |                                                                                     |
| 6                                                   | Воловський Богдан Станіславович | 04.11.2010            | вища    | член Народної партії                                     | відділ Держкомзему в Підволочиському районі, начальник                              |
| Партія «Демократичний Союз»                         |                                 |                       |         |                                                          |                                                                                     |
| 10                                                  | Холод Руслан Євгенович          | 04.11.2010            | вища    | позапартійний                                            | ПП «Аграрна компанія 2004», фінансовий директор                                     |
| Політична партія Всеукраїнське об'єднання «Свобода» |                                 |                       |         |                                                          |                                                                                     |
| 9                                                   | Кирилів Оксана Казимирівна      | 04.11.2010            | середня | член Всеукраїнського об'єднання «Свобода»                | Підволочиська РЕМ і ВАТ «Тернопільобленерго», бухгалтер                             |
| 11                                                  | Герасій Жанна Валентинівна      | 04.11.2010            | вища    | позапартійна                                             | Підволочиська ЦРЛ, лікар                                                            |
| 16                                                  | Ставінська Ярослава Богданівна  | 04.11.2010            | вища    | член Всеукраїнського об'єднання «Свобода»                | Підволочиська загальноосвітня школа І-ІІІ ст., вчитель                              |
| 17                                                  | Карп'як Микола Андрійович       | 04.11.2010            | вища    | член Всеукраїнського об'єднання «Свобода»                | Підволочиська ЦРЛ, лікар                                                            |
| 19                                                  | Хлопецька Тетяна Володимирівна  | 04.11.2010            | вища    | член Всеукраїнського об'єднання «Свобода»                | Підволочиська ЦРЛ, лікар                                                            |
| 21                                                  | Дейна Неля Романівна            | 04.11.2010            | вища    | член Всеукраїнського об'єднання «Свобода»                | підприємець                                                                         |
| 26                                                  | Чоп'як Євгенія Гордіївна        | 04.11.2010            | середня | позапартійна                                             | пенсіонер                                                                           |
| Самовисування                                       |                                 |                       |         |                                                          |                                                                                     |
| 1                                                   | Королюк Катерина Павлівна       | 04.11.2010            | вища    | позапартійна                                             | пенсіонер                                                                           |
| 2                                                   | Дацко Геннадій Миколайович      | 04.11.2010            | вища    | позапартійний                                            | Підволочиський РЕМ, інженер                                                         |
| 3                                                   | Гончар Ярослав Миколайович      | 04.11.2010            | середня | позапартійний                                            | пенсіонер                                                                           |
| 4                                                   | Загоруйко Надія Михайлівна      | 04.11.2010            | середня | позапартійна                                             | Підволочиська селищна рада, секретар                                                |
| 5                                                   | Гурин Володимир Григорович      | 04.11.2010            | вища    | член Народного Руху України                              | підприємець                                                                         |
| 7                                                   | Габрієлів Лілія Теодозіївна     | 04.11.2010            | середня | позапартійна                                             | Підволочиська ЦРЛ, старша медсестра                                                 |
| 8                                                   | Бойко Степан Ярославович        | 04.11.2010            | середня | позапартійний                                            | підприємець                                                                         |
| 12                                                  | Махніцький Тарас Степанович     | 04.11.2010            | вища    | позапартійний                                            | собор, священик                                                                     |
| 13                                                  | Николаїшин Євгенія Іванівна     | 04.11.2010            | середня | позапартійна                                             | Тернопільська дирекція залізничних перевезень, касиром                              |
| 14                                                  | Продеус Анатолій Іванович       | 04.11.2010            | вища    | позапартійний                                            | Підволочиська РДА, головним спец. управління праці та соціального захисту населення |
| 15                                                  | Рижак Руслан Григорович         | 04.11.2010            | вища    | позапартійний                                            | ПП "Консалтингова компанія «Капітал», юрист                                         |
| 18                                                  | Агарков Сергій Вікторович       | 04.11.2010            | вища    | член «Народної партії вкладників та соціального захисту» | Підволочиська загальноосвітня школа І-ІІІ ст., вчитель                              |
| 20                                                  | Лубкович Марія Степанівна       | 04.11.2010            | вища    | позапартійна                                             | підприємець                                                                         |
| 22                                                  | Прийма Володимир Петрович       | 04.11.2010            | вища    | позапартійний                                            | районний центр зайнятості, директор                                                 |
| 23                                                  | Йосик Василь Ігорович           | 04.11.2010            | середня | позапартійний                                            | підприємець                                                                         |
| 24                                                  | Телевко Ярослав Ігорович        | 04.11.2010            | вища    | член Української Народної Партії                         | архівний відділ Тернопільської райдержадміністрації, начальником                    |
| 25                                                  | Йосик Орест Володимирович       | 04.11.2010            | середня | член Всеукраїнського об'єднання «Батьківщина»            | підприємець                                                                         |
| 27                                                  | Гнатюк Петро Олегович           | 04.11.2010            | вища    | позапартійний                                            | підприємець                                                                         |
| 28                                                  | Грабовська Жанна Василівна      | 04.11.2010            | вища    | позапартійна                                             | БТІ Підволочиського району, начальник                                               |
| 29                                                  | Садовський Мирослав Михайлович  | 04.11.2010            | вища    | позапартійний                                            | підприємець                                                                         |
| 30                                                  | Вербіцький Андрій Степанович    | 04.11.2010            | вища    | позапартійний                                            | тимчасово не працює                                                                 |